# Davis Junction
Davis Junction – wieś w USA, w stanie Illinois, w hrabstwie Ogle. Według spisu z 2000 wioskę zamieszkiwało 491 osób, w 2008 ~1500, a w 2023 było ich już 2537. W tej miejscowości linie kolejowe o nazwie "BNSF" oraz "Iowa, Chicago and Eastern Railroad" przecinają się z drogą "Illinois Road 72".

## Geografia
Davis Junction leży na 42°6'7" N, 89°5'37" W. Według spisu wieś zajmuje powierzchnię obecnie 10,88 km² i całość stanowi ląd.

### Demografia
Według spisu z 2000 roku wieś zamieszkuje 491 osób skupionych w 165 gospodarstwach domowych, tworzących 132 rodziny. Gęstość zaludnienia wynosi 50,0 osoby/km². W mieście znajdują się 172 budynki mieszkalne, a ich gęstość występowania wynosi 17,5 mieszkania/km². Miasto zamieszkuje 98,37% ludności białej, o,41% ludności azjatyckiej 0,81 ludności innej rasy. Hiszpanie lub Latynosi stanowią 1,02% populacji.
We wsi jest 165 gospodarstw domowych, w których 47,9% stanowią dzieci poniżej 18. roku życia żyjące z rodzicami, 66,7% stanowią małżeństwa, 7,3% niezamężne kobiety oraz 20% osoby samotne. 15,8% wszystkich gospodarstw domowych składa się z jednej osoby, a 6,7% żyjących samotnie ma powyżej 65. roku życia. Średnia wielkość gospodarstwa domowego wynosi 2,98 osoby, natomiast rodziny 3,37 osoby.
Przedział wiekowy kształtuje się następująco: 34,0% stanowią osoby poniżej 18. roku życia, 6,5% stanowią osoby pomiędzy 18. a 24. rokiem życia, 37,9% osoby pomiędzy 25. a 44. rokiem życia, 13,8% osoby pomiędzy 45. a 64. rokiem życia, a 7,7% osoby powyżej 65. roku życia. Średni wiek wynosi 31 lat. Na każde 100 kobiet przypada 107,2 mężczyzn. Na każde 100 kobiet powyżej 18. roku życia przypada 97,6 mężczyzn.
Średni dochód dla gospodarstwa domowego wynosi 47 375 dolarów, a dla rodziny 51 250 dolarów. Dochody mężczyzn wynoszą średnio 36 875 dolarów, a kobiet 22 917 dolarów. Średni dochód na osobę we wsi wynosi 16 915 dolarów. Około 2,5% rodzin i 2,6% populacji miasta żyje poniżej minimum socjalnego, z czego 0% jest poniżej 18. roku życia i 23,1% powyżej 65. roku życia.
W ostatnich kilku latach nastąpił znaczny przyrost liczby ludności w wyniku wybudowania w krótkim czasie wielu domów jednorodzinnych. W 2009 liczba mieszkańców przekroczyła 1500.